# Hubert Charpentier

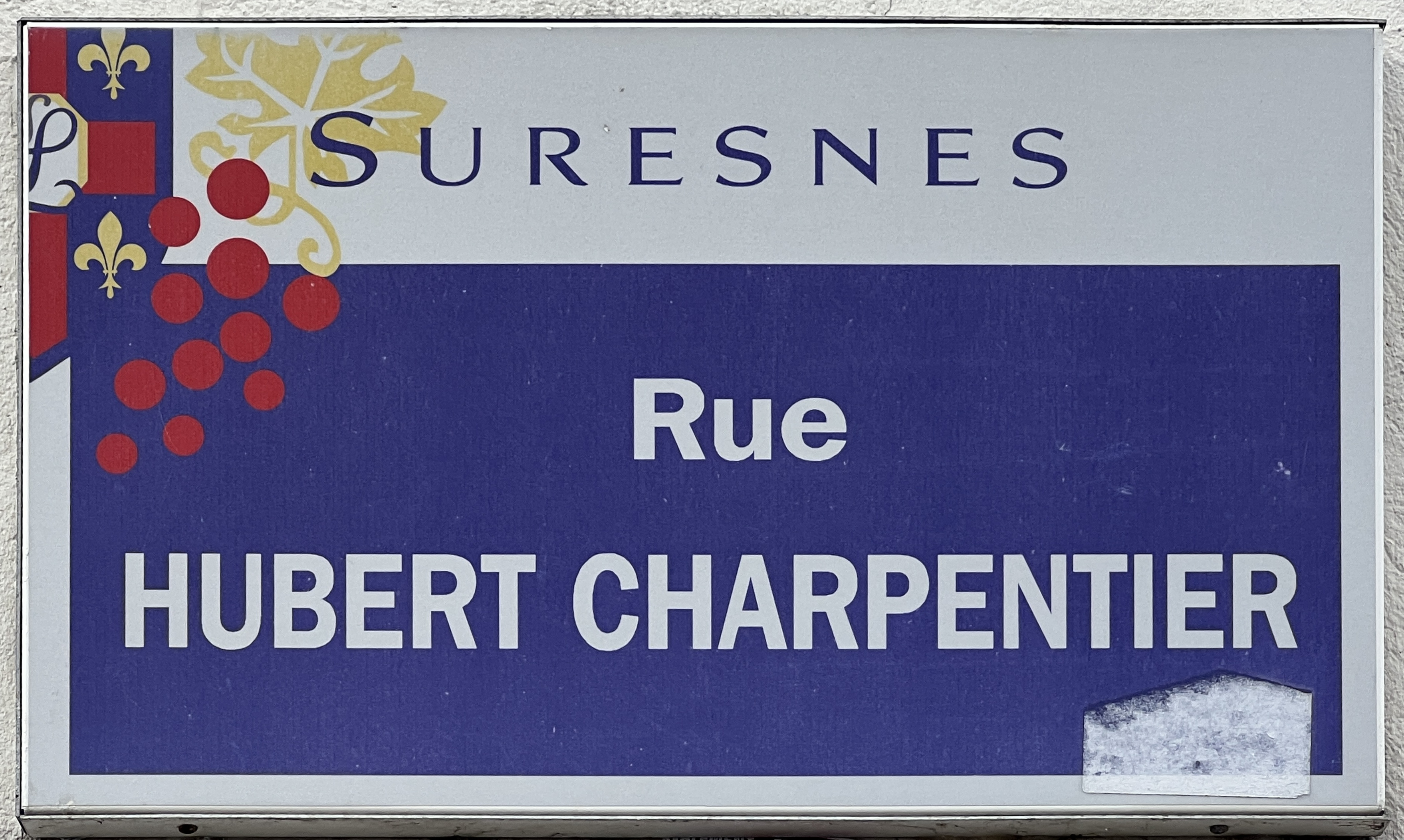
Plaque de la rue Hubert-Charpentier à Suresnes.

Hubert Charpentier (né en 1561 à Coulommiers et mort en 1650 à Paris) fut le fondateur de la congrégation des Prêtres du Calvaires du mont Valérien (Suresnes).

## Biographie
Il était un ami de l'abbé de Saint-Cyran et des solitaires de Port-Royal.
Grand-vicaire de l'archevêché d'Auch, il participe à la création du sanctuaire de Notre-Dame de Bétharram, près de Lourdes : il fait agrandir la chapelle existante et créé un monastère, afin de donner naissance au sanctuaire, dont l'accès est désormais ponctué par un chemin de croix.
En 1633-1634, sur autorisation du roi Louis XIII par lettres patentes, il crée le pèlerinage du Mont-Valérien. Des ermites se trouvait depuis le XVe siècle sur les lieux mais répartis dans des édifices épars. Il fait construire un lieu de culte monumental au sommet du mont (l'église Sainte-Croix), onze chapelles garnies de statues présentant le chemin de croix le long du parcours, ainsi qu'une maison afin d'abriter des missionnaires, qui cohabitent avec les ermites déjà présents,.
Une partie de ses cendres fut transférée au sanctuaire de Notre-Dame de Bétharram. Sa tombe est redécouverte dans les années 1790 lors de travaux, bien conservée. Ses restes sont ensuite transférés au cimetière du Mont-Valérien.
Le calvaire du Mont-Valérien disparaît au milieu du XIXe siècle, remplacé par une forteresse.
Depuis 1942, une rue de Suresnes porte le nom d'Hubert Charpentier.